# کانکرینیت
کانکرینیت  (به انگلیسی: Cancrinite) با فرمول شیمیایی Na6Ca2[(CO3)2-(AlSiO4)6].2H2O از مجموعه کانی هاست و از نام یکی از وزرای روسی E.Cancrin اخذ شده‌است. نامحلول در HCl بشدت متغیر از نظر شکل بلور: منشوری - خوشه جواهری، رنگ: سفید - خاکستری - متمایل به زرد - متمایل به سبز، شفافیت: غیر شفاف - نیمه شفاف، شکستگی: نامنظم، جلا: شیشه‌ای - صدفی، رخ: کامل- مطابق با سطح /۱۱۰۱۰/ و ضعیف-، سیستم تبلور: هگزاگونال است همچنین خاصیت مغناطیسی ندارد و منشأ تشکیل آن ماگمایی است.
همایند کانی‌شناسی (پارانژ) آن کلیواژ - اشعه X - واکنش هایشیمیایینفلین- کلسیت- نفلین- زئولیت‌ها است
، از نظر ژیزمان بلوری - آگرگات فشرده - دانه‌ای کمیاب است و بیشتر در آلمان غربی، نروژ، رومانی، URSS، آمریکا یافت می‌شود.